# Czarny (film)
Czarny – polski film niezależny z 2008 roku, powstał na podstawie scenariusza jego reżysera Dominika Matwiejczyka.

## Fabuła
Do pustego domu rodzinnego na wsi przyjeżdża ze stolicy Czarny, w mieście zostaje jego dziewczyna. Mężczyzna chce w spokoju pisać pracę doktorską. W tej małej miejscowości mieszka jego kilkunastoletnia siostra przyrodnia, z istnienia której nie zdawał sobie wcześniej sprawy. Miejscowe środowisko, hołdujące małomiasteczkowym regułom zachowania, pamięta o zdarzeniach z przeszłości, jest jednocześnie uwikłane we wzajemne zależności.

## Nagrody
- 2009 Gdynia – Nagroda Specjalna Jury w konkursie kina niezależnego za „odwagę w podejmowaniu trudnych i skomplikowanych tematów” Dominik Matwiejczyk
 Wyróżnienie (w konkursie kina niezależnego) Mateusz Damięcki
- 2009 Zawiercie – I Nagroda w kategorii: film fabularny Dominik Matwiejczyk
- 2009 Wrocław, Festiwal „Najnowsze Kino Polskie” – Nagroda Główna Dominik Matwiejczyk[1]
- 2010 Nowy Jork (Nowojorski Festiwal Filmów Polskich) – Wyróżnienie Dominik Matwiejczyk 
Nagroda Polskiego Kina Niezależnego im. Jana Machulskiego – w kategorii: najlepszy aktor Mateusz Damięcki